# パワー・オブ・ザ・ブルーズ
『パワー・オブ・ザ・ブルーズ』（Power of the Blues）は、北アイルランドのギタリスト、ゲイリー・ムーアが2004年に発表したスタジオ・アルバム。

## 背景
「スカーズ」名義のアルバムでも共演したダーリン・ムーニー、長年ムーアと共演してきたボブ・デイズリーを迎えたパワー・トリオによる演奏を主体としている。ただし、収録曲のうち3曲では、ジム・ワトソンがキーボードで参加した。「君から離れられない」は、オーティス・ラッシュが1956年に発表した曲のカヴァーで、本作ではレッド・ツェッペリンによるヴァージョンに基づいている。

## 反響・評価
全英アルバムチャートではトップ100入りを果たせなかった。スウェーデンのアルバム・チャートでは初登場51位となるが、翌週にはトップ60圏外に落ちた。
Hal Horowitzはオールミュージックにおいて5点満点中3.5点を付け「このパワー・トリオは、拳骨の力を誇示した音楽を生み出しているため、アルバム・タイトルは適切である」と評している。

## 収録曲
特記なき楽曲はゲイリー・ムーア作。
1. パワー・オブ・ザ・ブルーズ - "Power of the Blues" (Gary Moore, Bob Daisley, Darrin Mooney) – 2:30
2. ゼアズ・ア・ホール - "There's a Hole" – 5:38
3. テル・ミー・ウーマン - "Tell Me Woman" – 2:53
4. 君から離れられない - "I Can't Quit You Baby" (Willie Dixon) – 5:48
5. ザッツ・ホワイ・アイ・プレイ・ザ・ブルーズ - "That's Why I Play the Blues" – 4:05
6. イーヴル - "Evil" (W. Dixon) – 2:42
7. ゲッタウェイ・ブルーズ - "Getaway Blues" (G. Moore, B. Daisley, D. Mooney) – 3:42
8. メモリー・ペイン - "Memory Pain" (Percy Mayfield) – 4:52
9. キャント・ファインド・マイ・ベイビー - "Can't Find My Baby" – 3:34
10. トーン・インサイド - "Torn Inside" – 5:37

## 参加ミュージシャン
- ゲイリー・ムーア - ボーカル、ギター
- ボブ・デイズリー - ベース
- ダーリン・ムーニー - ドラムス
- ジム・ワトソン - キーボード(on #2, #5, #9)